# Estelle Nze Minko
Estelle Nze Minko (* 11. August 1991 in Saint-Sébastien-sur-Loire, Frankreich) ist eine französische Handballspielerin, die dem Kader der französischen Nationalmannschaft angehört.

## Karriere
Estelle Nze Minko wuchs in Saint-Julien-de-Concelles auf, wo sie im Alter von 12 Jahren das Handballspielen begann. Später schloss sich die Rückraumspielerin Nantes Loire Atlantique Handball an. Nachdem Nze Minko in der Saison 2009/10 für den französischen Erstligisten Toulouse Féminin Handball auflief, schloss sie sich Mios-Biganos bassin d'Arcachon handball an. Mit Mios-Biganos gewann sie 2011 den EHF Challenge Cup.
Estelle Nze Minko stand in der Saison 2012/13 bei Handball Cercle Nîmes unter Vertrag. Daraufhin kehrte sie zu Nantes Loire Atlantique Handball zurück. In der Spielzeit 2015/16 stand Nze Minko bei CJF Fleury Loiret Handball unter Vertrag, mit dem sie den französischen Ligapokal gewann. Ab dem Sommer 2016 lief sie für den ungarischen Erstligisten Siófok KC auf. Mit Siófok gewann sie 2019 den EHF-Pokal. Im Sommer 2019 wechselte sie zum Ligakonkurrenten Győri ETO KC. Mit Győri ETO KC gewann sie 2021 den ungarischen Pokal, 2022, 2023 und 2025 die ungarische Meisterschaft sowie 2024 und 2025 die EHF Champions League.
Nze Minko lief für die französische Jugend- und Juniorinnennationalmannschaft auf. Mit diesen Auswahlmannschaften nahm sie an der U17-Europameisterschaft 2007, an der U-18-Weltmeisterschaft 2008 und an der U-20-Weltmeisterschaft 2010 teil. Bei der U-17-Europameisterschaft 2007 gewann sie mit Frankreich die Goldmedaille. Am 24. Oktober 2013 gab sie ihr Debüt für die französische Nationalmannschaft. Ihre erste Turnierteilnahme war die Europameisterschaft 2014. Ein Jahr später nahm Nze Minko mit Frankreich an der Weltmeisterschaft teil, in deren Turnierverlauf sie insgesamt 24 Treffer erzielen konnte.
Im Jahre 2016 lief Nze Minko für Frankreich bei den Olympischen Spielen 2016 in Rio de Janeiro sowie bei der Europameisterschaft 2016 in Schweden auf. Sie errang bei den Olympischen Spielen die Silbermedaille sowie bei der Europameisterschaft die Bronzemedaille. Ein Jahr später gewann sie die Weltmeisterschaft in Deutschland. Bei der Europameisterschaft 2018 errang sie die Goldmedaille im eigenen Land. Mit 38 Treffer belegte Nze Minko den fünften Platz in der Torschützenliste.
Nze Minko gewann bei der Europameisterschaft 2020 die Silbermedaille. Sie erzielte insgesamt 26 Treffer und wurde zum MVP des Turniers gewählt. Mit der französischen Auswahl gewann sie die Goldmedaille bei den Olympischen Spielen in Tokio. Nze Minko erzielte im Turnierverlauf insgesamt 18 Treffer. Im selben Jahr gewann sie bei der Weltmeisterschaft die Silbermedaille. Zwei Jahre später gewann sie bei der Weltmeisterschaft, bei der sie in das All-Star-Team gewählt wurde, zum zweiten Mal den WM-Titel. Beim Gewinn der Silbermedaille bei den Olympischen Spielen 2024 wurde sie erneut in das All-Star-Team gewählt.